# Turritopsis minor
Turritopsis minor Nutting, 1906 è un idrozoo della famiglia Oceaniidae.

## Descrizione
Le colonie crescono su un substrato roccioso o come parassiti di altri idrozoi (es: Lafœa sp.), raggiungendo l'altezza di 38 mm. Le colonie di diramano in gambi e rami fascicolati. Gli idranti hanno la forma di piccole pere con 12 a 16 tentacoli filiformi. 
Le meduse adulte misurano pochi millimetri, con cellule vacuolate raggruppate in una massa compatta che si estende dal manubrio e numerosi tentacoli raggruppati attorno alla bocca. Poche altre informazioni si hanno sul ciclo vitale delle T. minor.
Spesso viene confusa con l'atlantica T. nutricula, ma l'area di frequentazione della  T. minor è ben diversa dalla T. nutricula.

## Distribuzione e habitat
T. minor è una specie diffusa nell'Oceano Pacifico, in particolare nelle isole Hawaii. Le colonie si trovano in profondità che variano da 170 m a 250 m.